# Erling Sørensen
Erling Sørensen   (Copenhaguen, 29 d'octubre de 1920 - 10 d'octubre de 2002) és un exfutbolista danès de la dècada de 1940.
Fou cinc cops internacional amb la selecció de Dinamarca amb la qual participà en els Jocs Olímpics d'Estiu de 1948.
Pel que fa a clubs, defensà els colors de Modena FC, Udinese Calcio i U.S. Triestina.